# Уатла
Уатла (ісп. Huautla) — карстова печера на півдні Мексики, штат Оахака, на плато Huautla, біля однойменного містечка і за 80 км на південь від Орісаби. Назва походить з мови індійців масатеків, на землях яких розташована печерна система.
Уатла є вертикальним лабіринтом, утвореним з'єднанням декількох печер: Сан-Агустін (вхід на висоті 1750 м), Лі-Ніта (2110 м), Ла-Грієта (1860 м) і Ніта-Нанта (2237 м), Сотано дел Ріо Іглесіа. Протяжність печерної системи становить 62,1 км, глибина — 1475 м. У цілому є 17 входів. Уатла вважається однією з найцікавіших у світі печерних систем для підземних подорожей. У донній частині печери знаходиться серія сифонів, у які спелеологи здійснили низку складних занурень.

## Ресурси Інтернету
- Huautla: Thirty Years in One of the World's Deepest Caves, C. William Steele, 2009.
- Beyond the Deep: The Deadly Descent into the World's Most Treacherous Cave, W. Stone, B. Ende, M. Paulsen, 2002.
- Sistema Huautla (англ.)